# Vita di Adamo ed Eva
La Vita di Adamo ed Eva è un apocrifo dell'Antico Testamento pervenutoci in greco e in altre versioni, forse su prototesto ebraico di origine giudaica. Risale alla fine del I secolo d.C. In passato era chiamato anche Rivelazione di Mosè (o Apocalisse di Mosè), essendo tradizionalmente riferita a Mosè la Genesi.
Descrive la vita dei personaggi biblici di Adamo ed Eva dalla cacciata dall'Eden alla morte di entrambi. Il resoconto di Eva del peccato originale presenta notevoli aggiunte rispetto al racconto di Genesi (p.es. serpente con mani e piedi, albero come fico). 

## Versioni
- Versione aramaica - perduta.
- Versione greca - Apocalisse di Mosè[1][2]
- Versione latina - Vita Adae
- Versione armena 1 - la penitenza di Adamo[3]
- Versione armena 2 - Il libro di Adamo (traduzione della versione greca).
- Versione slava [4]
- Versione georgiana - Il libro di Adamo ed Eva[5]
- Versione copta - frammentario, considerata come una traduzione dal greco e aramaico.